# شاه‌داغ
شاه‌داغ (به ترکی آذربایجانی: Şahdağ) یک منطقهٔ مسکونی در جمهوری آذربایجان است که در شهرستان گدابیگ واقع شده‌است.

## جمعیت
شاه‌داغ ۲٬۲۰۰ نفر جمعیت دارد.

## تاریخچه
این ناحیه تا پیش از سال ۲۰۰۴ میلادی شوراکند (Şurakənd) یا سووت‌آباد (Sovetobad) نام داشت.